# Jan Havel
Jan „Gusta“ Havel (* 10. November 1942 in Kolín, Reichsprotektorat Böhmen und Mähren) ist ein ehemaliger tschechoslowakischer Eishockeyspieler. Über viele Jahre war er einer der besten Stürmer der 1. Liga der Tschechoslowakei und brillierte auch bei internationalen Titelkämpfen.

## Karriere
Jan Havel, der in Tschechien unter seinem Spitznamen „Gusta“ bekannt ist, spielte über viele Jahre in der 1. Liga, der höchsten Spielklasse im tschechoslowakischen Eishockeyliga: Zu Beginn seiner Militärzeit spielte er in der Saison 1961/62 für Dukla  Litoměřice. Zur folgenden Spielzeit wurde er dann zum Topklub der Armee, Dukla Jihlava, delegiert und kam auf acht Tore und zwölf Vorlagen in 32 Spielen für den Klub. Später spielte er insgesamt 12 Spielzeiten beim HC Sparta Prag und zwischen 1975 und 1979 beim Stadtrivalen HC Slavia Prag. In der Saison 1967/68 wurde er mit 39 Treffern Torschützenkönig der Liga und konnte außerdem 15 Vorlagen beisteuern. In seiner Laufbahn erzielte er insgesamt 282 Tore in der ersten Eishockeyliga der ČSSR.
Sehr große Erfolge hatte Jan Havel bei internationalen Titelkämpfen. Mit der tschechoslowakischen Herrenauswahl gewann er zwei Medaillen bei Olympischen Winterspielen und sechs Medaillen bei Weltmeisterschaften. Seine erste Berufung in das Nationalteam erhielt er für die Eishockey-Weltmeisterschaft 1967 (4. Platz). Ein Jahr später wurde er in den Kader für die Olympischen Winterspiele 1968 berufen und gewann die Silbermedaille, die gleichzeitig als Vize-Weltmeistertitel gewertet wurde. Bei der Eishockey-Weltmeisterschaft 1969, die eigentlich in der Tschechoslowakei stattfinden sollte, aber aufgrund des Prager Frühlings in Schweden durchgeführt wurde, kam es zum Eklat: Nach dem Sieg der Tschechoslowaken über die Sowjetunion verweigerten die Spieler das Shake-Hands mit den Spielern der UdSSR-Auswahl. Hinzu kam, dass Havel und fünf weitere Spieler den kommunistischen Stern auf ihren Trikots überklebt hatten. Aufgrund dieses Verhaltens wurde Havel die Turnierprämie nicht ausgezahlt und er durfte die ČSSR für ein Jahr nicht verlassen. Außerdem wurde er von der Nationalmannschaft ausgeschlossen und durfte nicht an der Eishockey-Weltmeisterschaft 1970 teilnehmen.
Erst 1971 durfte er wieder für die ČSSR spielen und wurde 1972 in den Kader für die Olympischen Winterspiele in Sapporo berufen, wo die tschechoslowakische Auswahl die Bronzemedaille errang. Die Weltmeisterschaft 1972 im eigenen Land verpasste Havel allerdings aufgrund einer Verletzung. Im Nationaltrikot erzielte er in 63 Länderspielen 34 Tore für die Tschechoslowakei.
Heute betreibt Jan Havel eine Kneipe unweit des Wenzelsplatzes in Prag, die sich „U Havla“ nennt und mit Erinnerungsstücken an die Weltmeisterschaft 1969 ausgestattet ist. Zum einhundertjährigen Bestehen des HC Sparta Prag wurde Havel in das All-Star-Team des Vereins gewählt, dem außerdem Jiří Holeček, Karel Gut, Jiří Hrdina und Vladimír Zábrodský angehören.

## Erfolge und Auszeichnungen
- Torschützenkönig der Saison 1967/68
- Olympische Silbermedaille 1968
- Silbermedaille bei den Weltmeisterschaften 1968, 1971
- Bronzemedaille bei den Weltmeisterschaften 1969
- Olympische Bronzemedaille 1972
- Aufnahme in die Tschechische Eishockey-Ruhmeshalle 2014